# Александар Јевтић
Александар Јевтић (Шабац, 30. март 1985) бивши је српски фудбалер. Играо је на позицији нападача.

## Каријера
Прошао је омладинску школу Црвене звезде али није стигао до дреса првог тима. Потом је наступао за Балкан Буковицу, Смедерево, Мачву и Борац Чачак. Одатле одлази у Турску, у Генчлербирлиги. За њих је наступао само шест месеци. Одатле одлази на позајмицу, прво у Борац Чачак, а затим и у ОФК Београд.
Као позајмљен играч ОФК Београда је одиграо 28 утакмица и постигао осам голова, од тога два Црвеној звезди. Након истека позајмице није се вратио у свој клуб, већ су се Генчлербирлиги и Црвена звезда договорили да он остане у Београду, само сада као играч Црвене звезде. У екипи Црвене звезде је провео две сезоне, и освојио је Куп Србије.
У јулу 2011. потписао је уговор са кинеским суперлигашем Ђангсуом који је водио српски тренер Драган Окука. У децембру 2013. напустио је Ђангсу, али је остао у Кини и потписао је уговор са Љаонингом. Након епизода у Кини, шест месеци је наступао за белоруског шампиона БАТЕ Борисов, а почетком 2016. враћа се у Србију и прикључује се екипи Јагодине где проводи једну полусезону. У сезони 2016/17. бранио је боје Чукаричког. Током 2017. је играо на Тајланду за екипу Патаја јунајтед. Лета 2018. потписује за Вождовац, у коме и завршава каријеру у јануару 2020.
За репрезентацију Србије је забележио један наступ: 14. децембра 2008. у пријатељском мечу против Пољске (0:1).

## Трофеји
Црвена звезда
- Куп Србије (1) : 2009/10.